# Asociación de Mujeres Latinas Sin Fronteras
Asociación de Mujeres Latinas Sin Fronteras és una associació creada el 1990 com a fruit d'una proposta dels mateixos veïns, amb seu a l'edifici de la Comunitat de Sant Francesc d'Assís, al barri del Putxet, és un espai de formació i de trobada per a les dones immigrants de l'Amèrica Llatina.
La seva activitat, coordinada per Mamen Martí, que es dedica des de fa molts anys a tasques de suport a les persones mancades de recursos i sense integració, s'estén a diverses parròquies del districte per desig exprés de l'Arquebisbat de Barcelona. D'aquesta manera, es configura com una autèntica xarxa d'atenció social. Els serveis que ofereix són molt diversos, entre altres l'acollida a les nouvingudes per tal de facilitar-los la integració en la societat catalana o l'atenció social a les dones que s'ofereixen per treballar en el servei domèstic i en tasques de suport a gent gran, infants i famílies.
En l'àmbit de la formació, les seves activitats abracen un espectre molt ample de matèries, com ara cursos de català, cursos intensius de formació en servei domèstic, tallers monogràfics de servei domèstic, tallers d'aprenentatge com a cuidadores de gent gran i tallers de lectura pràctica i repàs. L'associació, a més, gestiona una borsa de treball de servei domèstic i atenció personal, i treballa per la sensibilització de la societat sobre la realitat de la dona llatinoamericana.
Actualment, l'associació està formada per 90 sòcies estables, encara que la seva acció s'estén a més de 1.500 dones durant tot l'any. Tenen cura del funcionament de l'entitat un grup de 69 voluntàries, coordinades per la responsable. També organitza una jornada de portes obertes destinada a informar la ciutadania sobre les seves activitats. En aquesta jornada, els diferents col·lectius ofereixen mostres de la cultura, el folklore i la gastronomia de cada país. El 2007 va rebre la Medalla d'Honor de Barcelona.